# Semantisch geheugen
Het semantische geheugen is het geheugen voor betekenissen, begrippen en feiten.

## Onderverdeling geheugen
Samen met het episodische geheugen vormt het semantische geheugen het declaratieve geheugen (expliciete geheugen). Het episodische geheugen slaat persoonlijke gebeurtenissen op. Het semantische geheugen richt zich op de feitenkennis, algemeen geheugen en betekenis van woorden. Naast het declaratieve geheugen is er ook het niet-declaratieve of impliciete geheugen, waartoe onder meer het procedurele geheugen behoort, dat procedures opslaat, zoals hoe men moet fietsen. Het is nog onduidelijk in hoeverre het semantische en episodische geheugen op verschillende mechanismen in de hersenen berusten of dat het verschil vooral berust op de mate van herhaling en oefening (nieuw-aangeleerd) van kennis.

## Modellen
Het semantische geheugen wordt wel voorgesteld als een netwerk van onderling verbonden concepten. Wanneer de mens een bepaald object ziet, of een bepaald begrip tegenkomt of een woord hoort, wordt verondersteld dat de relevante concepten in dit netwerk "geactiveerd" worden. De aan deze concepten gerelateerde concepten worden dan ook (automatisch) geactiveerd (spreidende activatie), wat bijvoorbeeld tot uiting komt bij semantische priming in lexicale decisietaken.
Een andere voorstelling van het semantische geheugen is een verzameling van lijsten. Voor elk concept is er een lijst met kenmerken (features). Er wordt dan wel onderscheid gemaakt tussen twee soorten kenmerken: definiërende kenmerken, die essentieel voor het concept zijn ("een koe is een dier") en karakteristieke kenmerken, die vaak wel worden geassocieerd met het concept maar niet essentieel zijn ("een koe wordt gehouden voor de melk" - koeien kunnen slachtvee zijn).

## Wetenschap
Binnen de psychologie kijkt vooral het vakgebied functieleer naar geheugenprocessen.